# Boro Dampha Kunda
Boro Dampha Kunda ist eine Ortschaft im westafrikanischen Staat Gambia.
Nach einer Berechnung für das Jahr 2013 leben dort etwa 350 Einwohner, das Ergebnis der letzten veröffentlichten Volkszählung von 1993 betrug 253.

## Geographie
Boro Dampha Kunda liegt am nördlichen Ufer des Gambia-Flusses, in der Upper River Region Distrikt Wuli. Der Ort liegt rund 1,2 Kilometer südöstlich von Boro Kanda Kassy entfernt.